# Trophée Thayer Tutt 1984
Navigation
Édition précédente Édition suivante
Le trophée Thayer Tutt 1984 est la 2e édition du Trophée Thayer Tutt, qui rassemble les équipes non qualifiées pour les Jeux olympiques d'hiver de Sarajevo.

## Règlement du tournoi
Les équipes sont regroupées au sein d'un seul groupe. Elles s'affrontent les unes contre les autres et le premier de la poule est déclaré vainqueur.

## Résultats des matchs et classement
| Clt   | Équipe             | PJ | V | D | N | BP | BC | Pts |
| ----- | ------------------ | -- | - | - | - | -- | -- | --- |
| +001, | Allemagne de l'Est | 7  | 6 | 0 | 1 | 58 | 19 | 13  |
| +002, | Suisse             | 7  | 6 | 1 | 0 | 43 | 19 | 12  |
| +003, | Roumanie           | 7  | 4 | 2 | 1 | 40 | 38 | 9   |
| +004, | Pays-Bas           | 7  | 4 | 2 | 1 | 30 | 22 | 9   |
| +005, | Hongrie            | 7  | 2 | 5 | 0 | 23 | 44 | 4   |
| +006, | Japon              | 7  | 1 | 5 | 1 | 27 | 41 | 3   |
| +007, | France             | 7  | 1 | 5 | 1 | 26 | 39 | 3   |
| +008, | Chine              | 7  | 1 | 5 | 1 | 25 | 50 | 3   |

- Vainqueur de la compétition